# عامل بيئي
العامل البيئي هو أي عنصر من عناصر البيئة (بيئة طبيعية أو من صنع الإنسان) قادر على إحداث تأثير مباشرة على الكائنات الحية. تستخدم هذه العوامل البيئية عادة لوصف وتحليل أو نمذجة نظام بيئي أو نوع أو أصنوفة معينة.
اعتمادا على التصنيف المستخدم، يمكن تقسيم العوامل البيئية إلى تصنيفين رئيسيين، هما : العوامل الأحيائية والعوامل اللاأحيائية.

## التأثير
يمكن للعوامل البيئية التأثير على الجماعات الحيوية بطرق مختلفة. حيث يمكن لهذه العوامل التأثير بشكل ملحوظ على :
- نطاق الجغرافي الأحيائي للأنواع: نتيجة لذلك يمكن بهذه الطريقة عزل نوع ما في منطقة جغرافية بالاستعانة بعامل بيئي معين. بحيث سيكون هناك عدم توافق بين المتطلبات الحيوية للأنواع؛
- الكثافة السكانية: على شكل تغيرات في معدلات الولادة والوفاة والخصوبة؛
- ظهور تغييرات متعلقة بالتكيف: تغييرات السلوك والاستقلاب.

على سبيل المثال، توصل عالم النبات السويسري إلياس لاندولت بعد عدة ملاحظات ميدانية قام بها على النباتات إلى ابتكار مقياس ( يطلق عليه قيم مقاييس لاندولت أو مؤشرات لاندولت)  يصف متطلبات النباتات (من 1 إلى 5) لكل من العوامل التالية:
F = حاجيات النبات من الرطوبة.
L = حاجيات النبات من الضوء،
T = حاجيات النبات من درجة حرارة،
N = حاجيات النبات من المغذيات (الأملاح المعدنية) وخاصة النيتروجين.
في المقابل يمكن لعوامل أخرى التدخل على المدى الطويل، على سبيل المثال: وجود أو عدم وجود كائن معايش أو ملقح.

## القوانين والمفاهيم المرتبطة بالعوامل البيئية

### قانون ليبيج
تمت صياغة هذا القانون في بداية الأمر لتعريف المحدد أو العامل المتعلق بالأنواع النباتية.
حيث ينص على أن نمو النباتات لايحدده إجمالى العناصر المتوفرة، بل يحدده العنصر الأقل توفرا في بيئة النمو.
وبالتالي فإن العناصر النقيصة والنادرة هي من ستحدد النمو. نتيجة لذلك، يعتمد إنتاج الكتلة الحيوية جزئيا فقط على هذا العنصر، والذي يوصف على أنه عامل محدد.

### قانون شيلفورد
إذا كان عامل بيئي معين هو المحدد لإمكانية نجاح الكائن الحي في محاولاته لاستعمار بيئة معينة، فإنه يعتبر في هذه الحالة كعامل محدد. بحيث يمكن لهذا العامل أن يكون محددا بسبب غيابه أو وجود فائض منه. ينطبق هذا المفهوم الخاص بالعامل المحدد على جميع العوامل البيئية.
وهكذا يتم حصر كل كائن حي على أساس العوامل
البيئية في ما تدعى باسم منطقة التسامح والبيئية المثلى.

### التكافؤ البيئي
يستخدم مصطلح التكافؤ البيئي لأنواع معينة لوصف القدرة التي أثبتتها هذه الكائنات الحية على تحمل تقلبات كبيرة أو أقل لعامل بيئي معين. وهو يمثل أيضا قدرتها على استعمار (أو إعادة استعمار) أو ملء (إعادة ملء) نطاق بيولوجي معين. على هذا النحو يمكن تصنيف الأنواع على أساس التكافؤ البيئي إلى ثلاثة أقسام هي كالآتي :
- أنواع ذات تكافؤ بيئي منخفض.
- أنواع ذات تكافؤ بيئي متوسط.
- أنواع ذات تكافؤ بيئي قوي.